# Dušan Hadži
Dušan Hadži (ur. 26 sierpnia 1921 w Lublanie, zm. 24 września 2019) – chemik i pedagog słoweński. Profesor Uniwersytetu w Lublanie. Członek Słoweńskiej Akademii Nauki i Sztuki, Chorwackiej Akademii Nauki i Sztuki, Serbskiej Akademii Nauki i Sztuki oraz Indyjskiej Akademii Nauk.